# Тенетиська
Тенетиська (пол. Teniatyska) — село в Польщі, у гміні Любича-Королівська Томашівського повіту Люблінського воєводства. Населення — 68 осіб (2011). Розташоване на Закерзонні (в історичному Надсянні).

## Історія
На 1 січня 1939 року у селі мешкало 1510 осіб (1420 українців-греко-католиків, 55 українців-римокатоликів, 5 поляків, 30 євреїв).
У 1945 році, вже за радянської окупації, мешканці села зверталися до влади з проханням відкрити українську школу, проте отрималу відмову з огляду на неможливість добиратися до поселення через діяльність українського збройного підпілля.
21-25 червня 1947 року під час операції «Вісла» польська армія виселила зі села на приєднані до Польщі північно-західні терени 139 українців. У селі залишилося 109 поляків.
У 1975—1998 роках село належало до Замойського воєводства.

## Демографія
Демографічна структура станом на 31 березня 2011 року:
|          | Загалом | Допрацездатний вік | Працездатний вік | Постпрацездатний вік |
| -------- | ------- | ------------------ | ---------------- | -------------------- |
| Чоловіки | 36      | 4                  | 26               | 6                    |
| Жінки    | 32      | 5                  | 15               | 12                   |
| Разом    | 68      | 9                  | 41               | 18                   |